# Dambisa Moyo
Dambisa Moyo (Lusaka, 1969) és una economista de Zàmbia. És doctora en ciències econòmiques per la Universitat d'Oxford, té un màster de la Universitat Harvard, un MBA en finances i una llicenciatura en químiques de la Universitat de Washington. Va treballar com a consultora del Banc mundial del 1993 al 1995 i en Goldman Sachs del 2001 al 2008, on va ser cap d'investigacions econòmiques i estratègiques per l'Àfrica subsahariana. Ha col·laborat també amb Absolute Return for Kids (ARK), una obra benèfica infantil finançada amb fons d'inversió lliure, i ha participat en el consell d'administració de la Lundin Charitable Foundation. Moyo és membre del Centre for International Business and Management (CIBAM), de la Universitat de Cambridge i del Royal Institute of International Affairs (Chatham House). Al maig de 2009, el Time la va classificar com una de les 100 persones més influents del món.

## Publicacions
- Essays on the determinants of components of savings in developing countries. Dissertation, University of Oxford, Oxford 2002
- The impact of pension reform on the capital markets. Goldman, Sachs & Co., New York 2005, Reihe: Global economics paper. Nr. 128
- Dead Aid. Warum Entwicklungshilfe nicht funktioniert und was Afrika besser machen kann. Aus dem Englischen von H. Lorenzen, Haffmans & Tolkemitt, Berlín 2011
- Dead Aid: Why Aid is Not Working and How There is a Better Way For Africa. Allen Lane Publishers, Londres 2009
- How the West was Lost. Fifty Years of Economic Folly and the stark Choices ahead. Allen Lane Publishers, Londres 2011